# El sueño de los héroes
El sueño de los héroes un film argentí estrenat el 6 de novembre de 1997. Està basat en la novel·la homònima escrita per l'argentí Adolfo Bioy Casares. Va ser dirigido per Sergio Renán.

## Trama
El personatge principal és Emilio Gauna. Aquest personatge fa una aposta de cavalls, gana i convida als seus amics i a un "doctor" a festejar ja que era època de carnestoltes. La història se centra en que Gauna cerca repetir els festejos de les nits de carnestoltes que va viure anys enrere, per a això reuneix el vell grup d'amics circumstancials i reitera les activitats, però en el lapse entre un carnestoltes i un altre, va conèixer a una dona, i ja res serà igual.

## Repartiment
- Germán Palacios - Emilio Gauna
- Soledad Villamil - Clara
- Lito Cruz - Valerga
- Diego Peretti - Maidana
- Damián De Santo - Pegoraro
- Fabián Vena - Antúnez
- Juan Ignacio Machado - Larsen
- Gonzalo Urtizberea - Massantonio
- Fernando Fernán Gómez - Taboada
- Rita Cortese - Mujer del corralón
- Luis Brandoni - El mudo
- Eduardo Cutuli - Santiago
- María José Gabín - Madama
- James Murray

## Premis
- Premis Cóndor de Plata a la Millor Direcció d'Art per Margarita Jusid.
- Nominació al Premi Cóndor de Plata al millor actor Germán Palacios.
- Nominació al Premi Cóndor de Plata al millor guió adaptat.
- Nominació al Premi Cóndor de Plata a la millor actriu de repartiment Soledad Villamil.